# Trachysphaera ligurina
Trachysphaera ligurina är en mångfotingart som först beskrevs av Manfredi 1953.  Trachysphaera ligurina ingår i släktet Trachysphaera och familjen Doderiidae. Inga underarter finns listade i Catalogue of Life.